# Hyssura gracilis
Hyssura gracilis là một loài chân đều trong họ Hyssuridae. Loài này được Kensley miêu tả khoa học năm 1982.